# Турбота (фільм, 1914)
Турбота (англ. The Alarm) — американська короткометражна кінокомедія Роско Арбакла 1914 року.

## У ролях
- Роско «Товстун» Арбакл
- Мейбл Норманд
- Аль Ст. Джон
- Генк Манн
- Мінта Дарфі